# John Belchier
John Belchier, britanski zdravnik in kirurg, * 1706, † 6. februar 1785.
Belchier je leta 1737 prejel Copleyjevo medaljo Kraljeve družbe iz Londona.